# Best 1996–2003
Best 1996–2003 – kompilacja Krzysztofa "K.A.S.Y." Kasowskiego. Ukazała się 24 marca 2003 nakładem BMG Poland i Frontline Music. Zawiera 15 starszych utworów z lat 1996–2002 oraz dwa premierowe single: „Chcę być idolem“ i „One lecą na kasę“, do których powstały teledyski.

## Lista utworów
Opracowano na podstawie materiału źródłowego Na okładce nie wymieniono długości trwania poszczególnych utworów.
1. Chcę być idolem
2. One lecą na kasę
3. Zostań po koncercie
4. Moja Mañana
5. Telenowele
6. Takie numery
7. Maczo
8. O tym się mówi
9. Wszyscy kochają kasę
10. Wino marki wino
11. Każdy lubi boogie
12. Być tu i teraz
13. Wywiad
14. Dżu-dżu
15. Sex i kasa
16. Kasanova
17. Reklama

## Twórcy
- Krzysztof Kasowski – śpiew (wszystkie utwory), muzyka i teksty (utwory 1–17), gitary
- Jacek Kochan – muzyka (utwór 16)
- Mieczysław Felecki – muzyka (utwory 12–16)
- Hubert Skoczek – projekt okładki
- Jacek Gawłowski – mastering i miksowanie